# Ѱ
Ѱ (psí, minuskule ѱ) je již běžně nepoužívané písmeno cyrilice. Písmeno zachycovalo spřežku ps. Bylo určeno pouze pro používání ve slovech převzatých z řečtiny, občas se ale vyskytlo i v původních slovanských slovech, např. ve slově psal, které bylo možné napsat ѱалъ nebo ѱлъ.
V hlaholici odpovídající písmeno neexistuje.